# Carduus
- Commons
- Wikispecies

Carduus é um género botânico pertencente à família Asteraceae.

## Espécies
- Carduus acanthoides
- Carduus benedictus
- Carduus chamaecephalus
- Carduus crispus
- Carduus defloratus
- Carduus keniensis
- Carduus nutans
- Carduus personata
- Carduus platyphyllus
- Carduus pycnocephalus
- Carduus schimperi
- Carduus tenuiflorus

## Classificação do gênero
| Sistema | Classificação                               | Referência               |
| ------- | ------------------------------------------- | ------------------------ |
| Linné   | Classe Syngenesia, ordem Polygamia aequalis | Species plantarum (1753) |